# Vine, vi y me vendí
Vine, vi y me vendí es el nombre del tercer disco de Lendakaris Muertos. El CD va acompañado de un DVD en el que se incluyen varios conciertos. 
Se publicó en 2008 a través de la discográfica Gor Discos. El título del álbum es una parodia de la frase "Vine, vi y vencí".
El álbum posee letras comprometidas, tratando la política en primer plano.

## Lista de canciones
1. DNI vasco? Ez, eskerrik asko
2. Bobo a bordo
3. Nuklearrik bai
4. Fuimos ikastoleros
5. Poción mágica
6. Esto no es punki
7. Héroes de la clase obrera
8. Házmelo tú mismo
9. La culpa fue del chachachaos
10. Siempre nos quemará París
11. Vine, vi y me vendí
12. 18 barras a 98
13. Cambio climático
14. A toda la hostia
15. El anillo en el dedo gordo
16. Mal karma
17. Chorra cacahuete
18. MySpiz.com
19. Huevos podridos
20. Euskadi tropikal

## Personal
- Aitor - voz
- Asier - guitarra
- Txema - bajo
- Potxeta - batería